# Bryobia
Bryobia is een geslacht uit de familie Tetranychidae (spintmijten). De wetenschappelijke naam werd gepubliceerd in 1836 door Carl Ludwig Koch. 

## Soorten
Het genus bevat de volgende soorten:

- Bryobia abyssiniae Fashing, Ueckermann, Fashing, Nguyen, Back & Allison, 2016
- Bryobia aegyptiacus (Zaher, Gomaa & El-Enany, 1982)
- Bryobia aetnensis Vacante, 1985
- Bryobia agioriticus Hatzinikolis & Emmanouel, 1996
- Bryobia alveolata Auger & Flechtmann, 2009
- Bryobia angolensis Smith-Meyer, 1987
- Bryobia angustisetis Jakobashvili, 1958
- Bryobia annatensis Manson, 1967
- Bryobia apsheronica Khalilova, 1953
- Bryobia artemisiae Bagdasarian, 1951
- Bryobia astragali Strunkova & Mitrofanov, 1983
- Bryobia attica Hatzinikolis & Emmanouel, 1990
- Bryobia bakeri (Zaher, Gomaa & El-Enany, 1982)
- Bryobia baroni Auger, Arabuli & Migeon, 2022
- Bryobia batrae Baker & Tuttle, 1994
- Bryobia beaufortensis Meyer, 1992
- Bryobia belliloci Auger, Arabuli & Migeon, 2015
- Bryobia berlesei van Eyndhoven, 1957
- Bryobia birivularis Meyer, 1989
- Bryobia borealis Oudemans, 1930
- Bryobia burkei Meyer, 1987
- Bryobia calida Karg, 1985
- Bryobia caricae Hatzinikolis & Emmanouel, 1991
- Bryobia cavalloroi Vacante & van Eyndhoven, 1986
- Bryobia centaureae Livshitz & Mitrofanov, 1972
- Bryobia cerasi Hatzinikolis & Emmanouel, 1991
- Bryobia chongqingensis Ma & Yuan, 1981
- Bryobia chrysocomae Meyer, 1974
- Bryobia cinereae Auger & Migeon, 2014
- Bryobia coatesi Meyer, 1974
- Bryobia confusa Livshitz & Mitrofanov, 1966
- Bryobia convolvulus Tuttle & Baker, 1964
- Bryobia cooremani van Eyndhoven & Vacante, 1985
- Bryobia cyclamenae Hatzinikolis & Panou, 1996
- Bryobia dekocki van Eyndhoven & Vacante, 1985
- Bryobia deserticola Meyer, 1989
- Bryobia desertorum Hassan, Afifi & Nawar, 1986
- Bryobia dianthi Mitrofanov & Sharonov, 1983
- Bryobia dikmenensis van Eyndhoven & Vacante, 1985
- Bryobia dubinini Bagdasarian, 1960
- Bryobia eharai Pritchard & Keifer, 1958
- Bryobia emmanoueli Hatzinikolis & Panou, 1996
- Bryobia ericoides Meyer, 1974
- Bryobia exserta Wang, 1985
- Bryobia fuegina Gonzalez, 1977
- Bryobia geigeriae Meyer, 1974
- Bryobia geyeri Meyer, 1974
- Bryobia giannitsensis Hatzinikolis & Panou, 1996
- Bryobia gigas Auger, Arabuli & Migeon, 2015
- Bryobia glacialis Berlese, 1913
- Bryobia graminum Schrank, 1781
- Bryobia gushariensis Livshitz & Mitrofanov, 1972
- Bryobia hadizeni Barbar, Parker & Auger, 2022
- Bryobia hengduanensis Wang & Cui, 1991
- Bryobia imbricata Meyer, 1974
- Bryobia incana Meyer, 1992
- Bryobia kakamaensis Smith-Meyer, 1987
- Bryobia kakuliana Reck, 1956
- Bryobia karooensis Meyer, 1974
- Bryobia kassioticus Hatzinikolis & Panou, 1997
- Bryobia kissophila van Eyndhoven, 1955
- Bryobia lagodechiana Reck, 1953
- Bryobia latisetae Wang, 1985
- Bryobia livschitzi Mitrofanov & Strunkova, 1968
- Bryobia lonicerae Reck, 1956
- Bryobia lucens Meyer, 1974
- Bryobia macedonica Hatzinikolis & Panou, 1996
- Bryobia macrotibialis Mathys, 1962
- Bryobia magallanica Gonzalez, 1977
- Bryobia marcandrei Hatzinikolis & Panou, 1996
- Bryobia mercantourensis Auger & Migeon, 2014
- Bryobia meteoritica Hatzinikolis & Panou, 1996
- Bryobia meyerae Zaher, Gomaa & El-Enany, 1982
- Bryobia mirmoayedii Khanjani, Gotoh & Kitashima, 2008
- Bryobia monechmae Meyer, 1974
- Bryobia montana Mitrofanov, 1973
- Bryobia monticola Wang, 1985
- Bryobia nasrvasensis Bagdasarian, 1960
- Bryobia neopraetiosa Meyer, 1974
- Bryobia neoribis Tuttle & Baker, 1976
- Bryobia nigromontana Meyer, 1992
- Bryobia nitrariae He & Tan, 1993
- Bryobia nothofagi Gonzalez, 1977
- Bryobia obihsaphedi Mitrofanov, 1968
- Bryobia oblonga Livshitz & Mitrofanov, 1968
- Bryobia orycustodia Meyer, 1989
- Bryobia osterloffi Reck, 1947
- Bryobia paludis Habees, 1958
- Bryobia pamirica Mitrofanov, 1973
- Bryobia pandayi van Eyndhoven & Vacante, 1985
- Bryobia parietariae Reck, 1947
- Bryobia pelerentesi van Eyndhoven & Vacante, 1985
- Bryobia pelerentsi Eyndhoven & Vacante, 1985
- Bryobia perinsignis van Eyndhoven & Vacante, 1985
- Bryobia petrilunara Smith-Meyer, 1987
- Bryobia piliensis Hatzinikolis & Emmanouel, 1996
- Bryobia platani Hatzinikolis & Panou, 1997
- Bryobia populi Wang & Zang, 1984
- Bryobia praetiosa C.L. Koch, 1836
- Bryobia pritchardi Rimando, 1962
- Bryobia provincialis van Eyndhoven & Vacante, 1985
- Bryobia pseudorubrioculus Smiley & Baker, 1995
- Bryobia pyrenaica van Eyndhoven & Vacante, 1985
- Bryobia qilianensis Ma & Yuan, 1981
- Bryobia qinghaiensis Ma & Yuan, 1981
- Bryobia querci Hatzinikolis & Panou, 1997
- Bryobia reckiana Mitrofanov & Strunkova, 1968
- Bryobia relhaniae Smith-Meyer, 1992
- Bryobia rhodesiana Meyer, 1974
- Bryobia ribis Thomas, 1896
- Bryobia rubrioculus (Scheuten, 1857)
- Bryobia rugosa Livshitz & Mitrofanov, 1966
- Bryobia sarothamni Geijskes, 1939
- Bryobia serifiotica Hatzinikolis, Papadoulis & Kapaxidi, 2007
- Bryobia siliquae Hatzinikolis & Emmanouel, 1991
- Bryobia speciosa Koch, 1838
- Bryobia spica Pritchard & Keifer, 1958
- Bryobia spinescens Meyer, 1974
- Bryobia strombolii Vacante, 1983
- Bryobia strunkovae Mitrofanov, 1968
- Bryobia syriensis Barbar & Auger, 2020
- Bryobia tadjikistanica Livshitz & Mitrofanov, 1968
- Bryobia tiliae Bagdasarian, 1957
- Bryobia triloba Meyer, 1974
- Bryobia tuberosa Meyer, 1974
- Bryobia tuttlei Smiley & Baker, 1995
- Bryobia ulicis van Eyndhoven, 1959
- Bryobia ulmophila Reck, 1947
- Bryobia urticae Sayed, 1946
- Bryobia vandaelei Vacante, 1983
- Bryobia vaneyndhoveni Vacante, 1983
- Bryobia variabilis Manson, 1967
- Bryobia vasiljevi Reck, 1953
- Bryobia watersi Manson, 1967
- Bryobia weyerensis Packard, 1889
- Bryobia xiningensis Ma & Yuan, 1981
- Bryobia xizangensis Wang, 1985
- Bryobia ylikiensis (Hatzinikolis & Emmanouel, 1993)
- Bryobia yunnanensis Ma & Yuan, 1981
- Bryobia ziziphorae Strunkova & Mitrofanov, 1983